# Oddbjørn Hagen
Oddbjørn Hagen, född den 3 februari 1908 - död den 26 juli 1982, var en norsk längdåkare och utövare av nordisk kombination som tävlade under 1930-talet. 
Hagen deltog i OS 1936 i Garmisch-Partenkirchen där han tog tre medaljer. Dels guld i nordisk kombination och dels två silver, i 18 kilometer längdåkning och i stafett. 
Hagen deltog även i två världsmästerskap. Vid VM 1934 i Sollefteå vann han guld i nordisk kombination och slutade sexa på 18 kilometer.
Vid VM 1935 försvarade han guldet i nordisk kombination och blev silvermedaljör på 18 kilometer. Dessutom var han med i det norska stafettlag som tog silver i stafett. 
1934 mottog Hagen Holmenkollenmedaljen.
Hagen arbetade i Splitkeinfabriken i Oslo.